# Hradec nad Svitavou
Pour les articles homonymes, voir Hradec.
Hradec nad Svitavou (en allemand : Greifendorf) est une commune du district de Svitavy, dans la région de Pardubice, en Tchéquie. Sa population s'élevait à 1 687 habitants en 2024.

## Géographie
Hradec nad Svitavou est arrosée par la Svitava et se trouve à 5 km au sud de Svitavy, à 62 km au sud-est de Pardubice et à 174 km au sud-est de Prague.
La commune est limitée par Svitavy au nord, par Kamenná Horka et Sklené à l'est, par Březová nad Svitavou au sud, et par Radiměř et Vendolí à l'ouest.

## Histoire
La première mention écrite du village date de la colonisation médiévale de la fin du XIIIe siècle ; c'est alors un fief des évêques d'Olomouc.

## Galerie

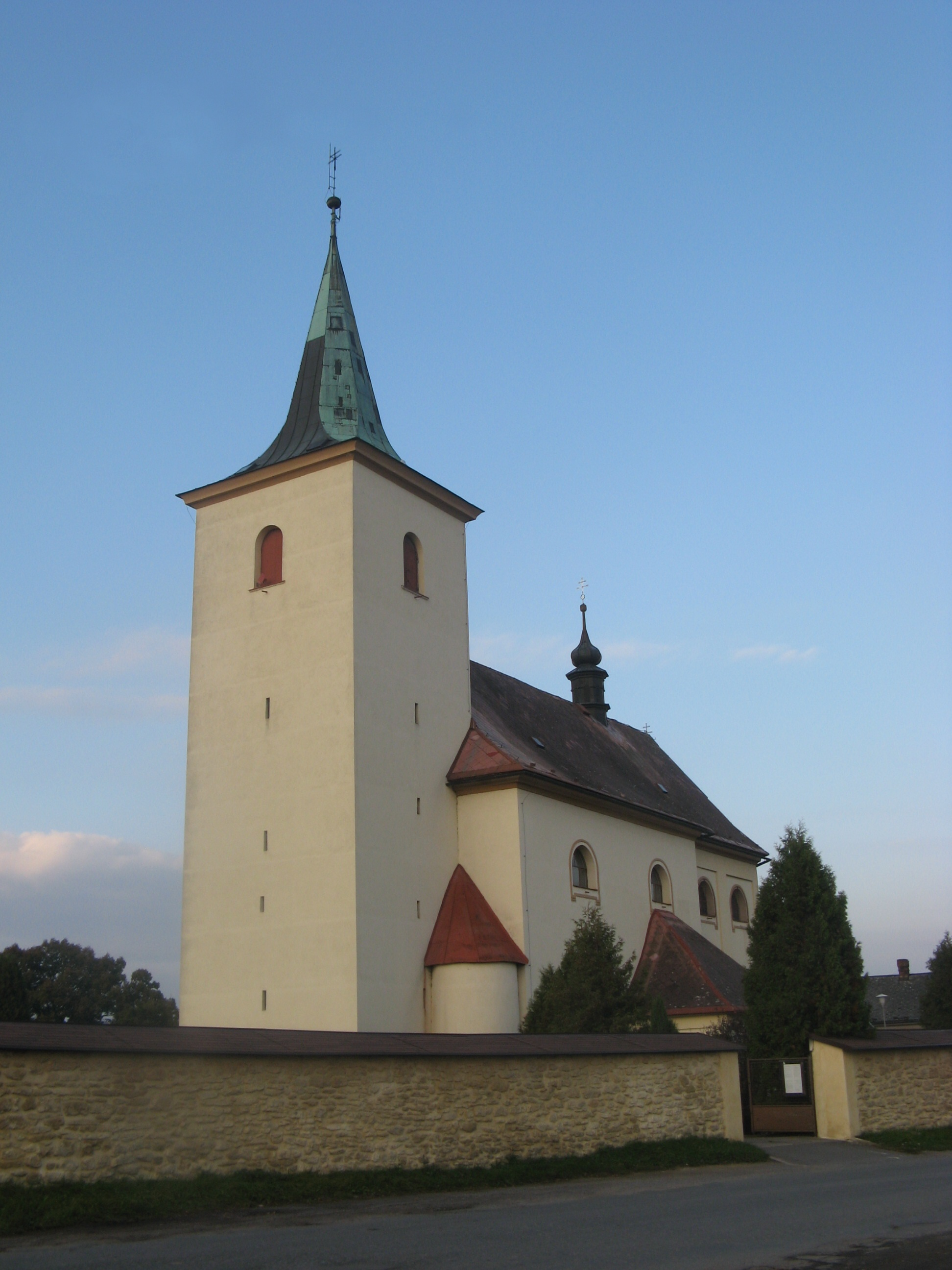
Église Sainte-Catherine.
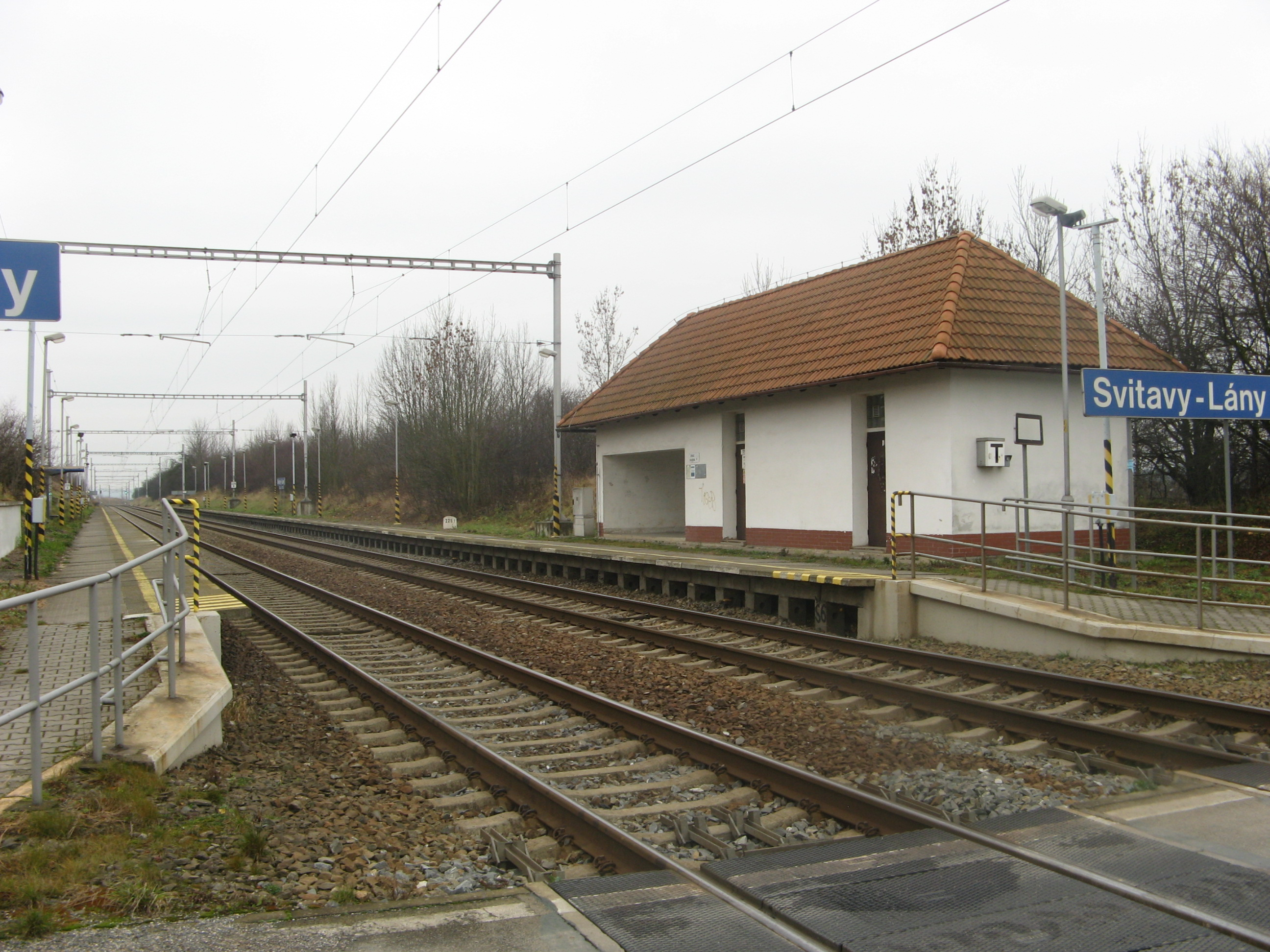
Gare ferroviaire.

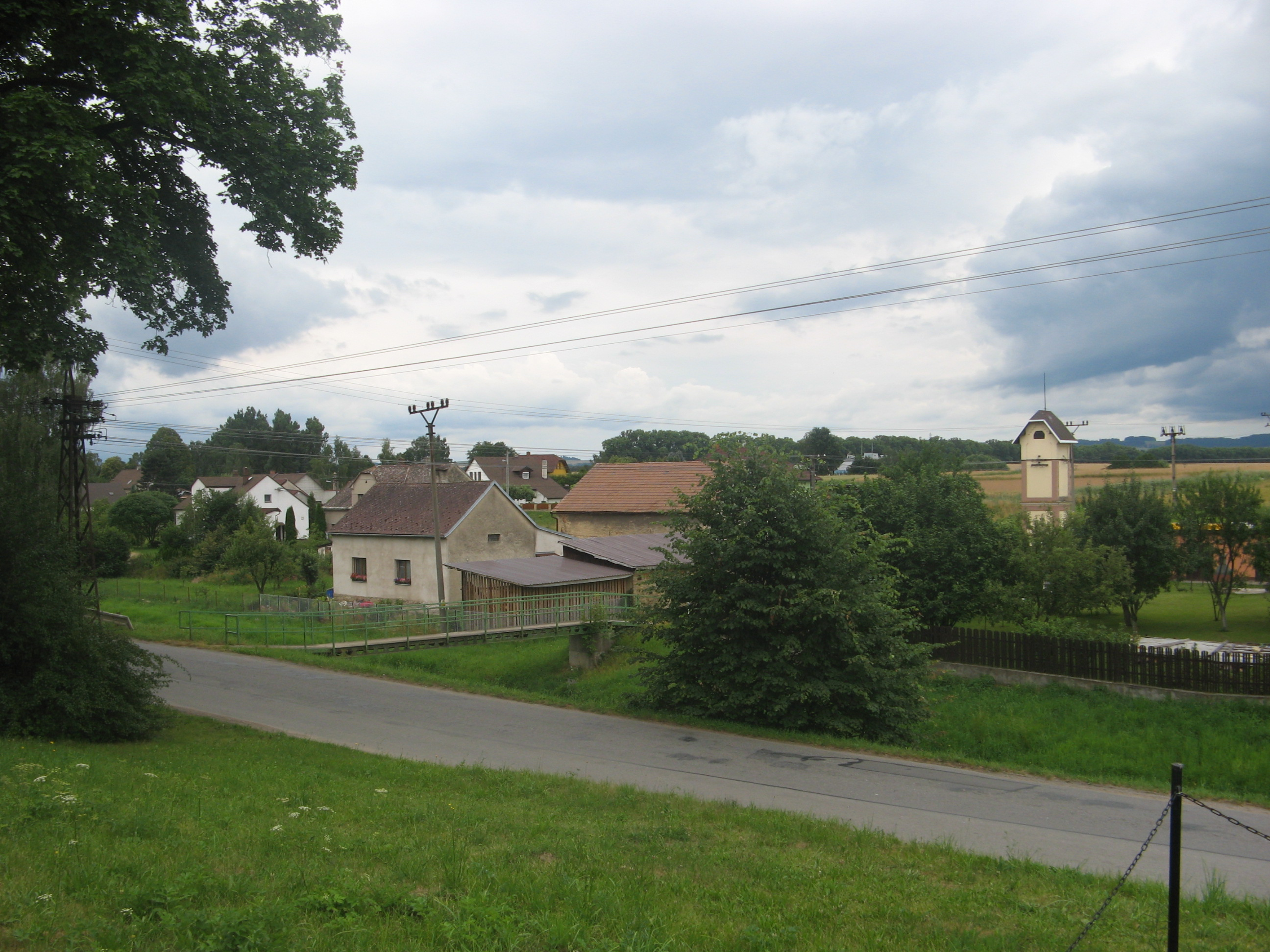
Maisons à Hradec nad Svitavou.

## Transports
Par la route, Hradec nad Svitavou se trouve à 10 km de Svitavy, à 76 km de Pardubice et à 189 km de Prague. 

## Personnalité
- Engelmar Unzeitig (1911-1945), prêtre et résistant antinazi